# Cherry Hood
Cherry Hood (* 11. September 1950 in Sydney) ist eine australische Malerin.

## Leben und Werk
Cherry Hood erreichte in ihrem Studium am Sydney College of the Arts der University of Sydney zunächst den Titel Bachelor of Visual Arts (Hons) und schloss dann im Jahr 2000 als Master of Visual Art ab. Cherry Hood ist bekannt für ihre Gemälde mit eindringlichen, großformatigen Gesichtern von meist anonymen Kindern oder jungen Erwachsenen. Sie arbeitet bevorzugt mit Aquarellfarben, die sie gerne verlaufen lässt. Hood zeigte ihre Arbeiten in zahlreichen Einzel- und Gruppenausstellungen in den Vereinigten Staaten von Amerika, in Kanada und in Australien, unter anderem in der Ausstellung Contemporary Australian Portraits in der National Portrait Gallery (Canberra) im Jahr 2002.
2003 wurde sie mit dem Kedumba Drawing Award ausgezeichnet. Sie war 2002 unter den Finalisten des Portia Geach Memorial Award und des Dobell Prize for Drawing 2004. 2002 gewann sie den Archibald Prize mit einem Porträtgemälde des Pianisten Simon Tedeschi. Sie war weitere vier Mal Finalistin dieses Preises, so 2001 für ihr Porträt von Matthÿs Gerber, Dozent am Sydney College of the Arts, 2007 für ihr Porträt des Malers Ben Quilty,
2009 für ihr Porträt des Pianisten David Helfgott und 2010 für ihr Porträt des Malers Michael Zavros.
Hoods Arbeiten sind Teil der Sammlungen der National Portrait Gallery (Margaret Seares 2018; Simon Tedeschi unplugged 2002), der Art Gallery of New South Wales, der National Gallery of Australia, der Artbank, der Art Gallery of South Australia, der Tweed Regional Gallery, der Gold Coast Art Gallery, der Queensland University Gallery und mehrerer anderer regionaler Kunstgalerien.